# سیتیزن‌ام
سیتیزن‌ام (انگلیسی: CitizenM) شرکت مهمان‌نوازی هلندی است، که در سال ۲۰۰۵ تأسیس شد.